# Kunstguss

Gegossene Bronze-Statuette aus dem 2. Jahrhundert

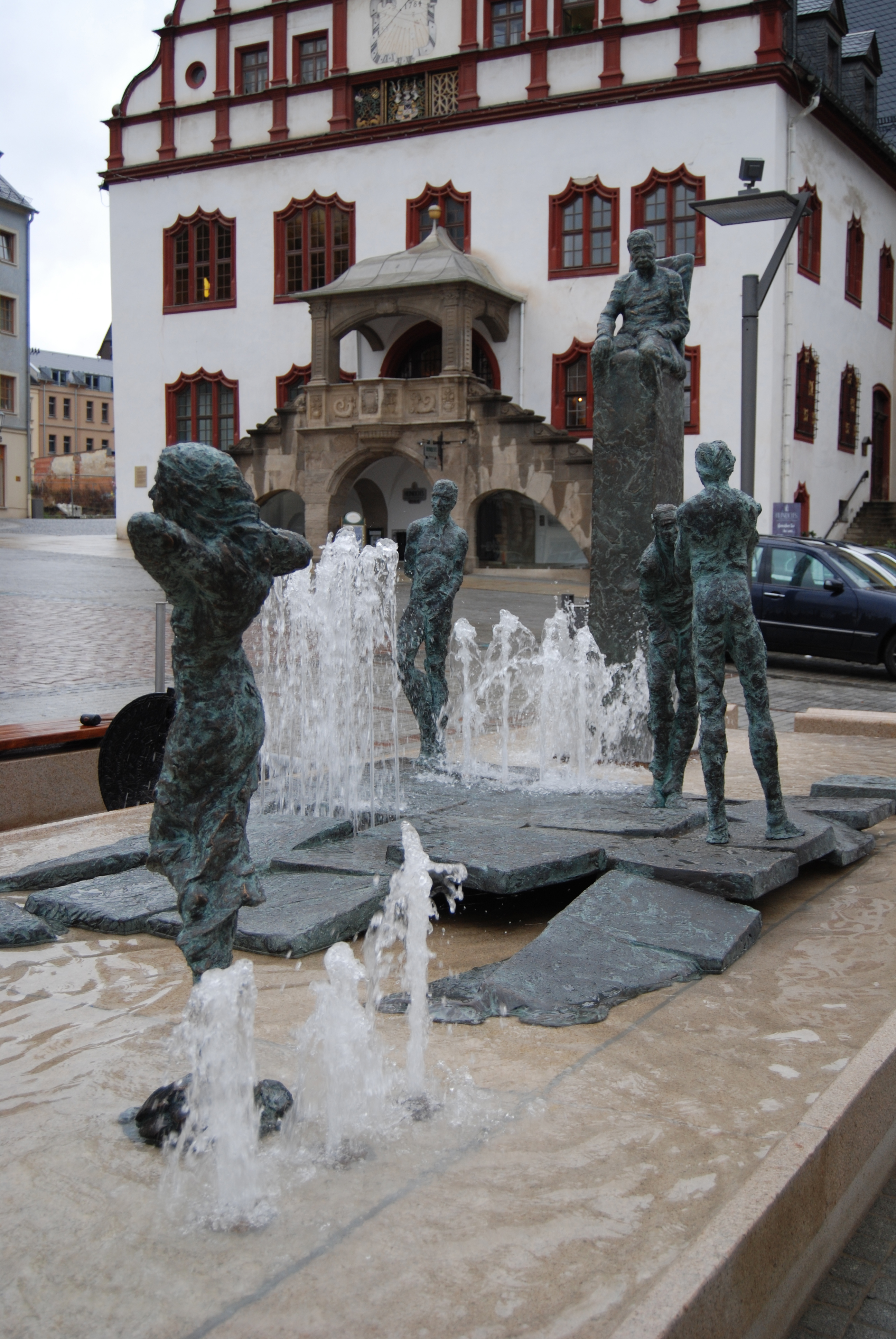
König-Albert-Brunnen in Plauen. Die Bronzeskulpturen wurden von Norbert Marten im Sandguss- und Wachsausschmelzverfahren gegossen.

Der Begriff Kunstguss bezeichnet die Herstellung einer künstlerischen Plastik durch Gießen von flüssigem Material in eine Gussform. Für den Formguss verwendet der Kunstgießer meist geschmolzene Metalle oder Legierungen. Bei der Herstellung einer Plastik aus Gips wird eine Mischung aus Gips und Wasser in die Form gegossen.

## Verfahren
Für den Kunstguss werden verschiedene Techniken angewendet, unter anderem das Wachsausschmelzverfahren, das Sandformverfahren, die verlorene Form und das Subtraktivformverfahren nach Benno Werth. Meist stellt ein Künstler ein Tonmodell her. Von dem Modell wird eine Negativform erstellt. In diese Negativform wird danach das flüssige Material („Speise“) gegossen. Im Fall von geschmolzenem Metall wird dieser Arbeitsschritt von einer Erzgießerei ausgeführt. Nach der Erstarrung des eingegossenen Materials wird die Form von der Plastik getrennt. Die fertige Plastik ist eine Kopie des Modells.
Je nach Verfahren erfordert die Herstellung ein mehrmaliges Abformen des Modells. Die Negativform wird beim Abguss oft zerstört. In diesem Fall muss für eine weitere Kopie des Modells eine neue Form angefertigt werden (verlorene Form, Bronzeguss).
Beim Guss soll die im Modell vorgegebene „Handschrift“ des Künstlers durch präzise Oberflächenabformung möglichst genau wiedergegeben werden, so dass keine Nachbearbeitung durch einen Ziseleur nötig ist. Nicht allein das Modell und der Abformprozess, auch die Gussmethode und die verwendete Legierung bestimmen die Werkqualität. Neben der Künstlersignatur findet sich dementsprechend die Gießereimarke des Erzgießers als Qualitätszeichen.
Ein hochwertiger Kunstguss ist aufwendig und erfordert ein hohes Maß an Erfahrung des Kunstgießers. Die hohen Kosten entstehen weniger durch das Material, sondern hauptsächlich durch die Arbeit des Künstlers am Modell und die Arbeit des Erzgießers.
Gegebenenfalls schließen sich nach dem Guss weitere Arbeitsschritte an, etwa eine Oberflächenbehandlung durch Patinieren oder das Einfügen eines gegossenen Teilstücks in ein Gesamtkunstwerk („Assemblieren“).

## Materialien
Gebräuchliche Materialien sind unter anderem:
- für das Modell: Ton, Wachs und Gips
- für die Negativform: Gips, Latex, Silikon und Keramik (Bronzeguss)
- für den Guss: Bronze, Kupfer, Eisen, Aluminium, Zinn oder Gips

## Bronzeguss
Innerhalb des Kunstgusses nimmt der Bronzeguss eine besondere Stellung ein. Das Verfahren wurde während der Bronzezeit entwickelt und wird in den Grundzügen noch heute angewandt. Über die Jahrtausende wurde die Technik lediglich verfeinert und erweitert.
Vor allem durch den monumentalen Bronzeguss entwickelte sich im 19. Jahrhundert in Europa, besonders in Deutschland und Frankreich, eine Industrielandschaft spezialisierter Bildgießereien mit hohem Exportanteil.